# Michael Freeden
Michael Freeden né à Londres le 30 avril 1944, est un professeur britannique de science politique à l'université d'Oxford. Il est également directeur du  Centre for Political Ideologies de cette université et le fondateur du Journal of Political Ideologies.

## Des études sur les idéologies
Pour Michael Freeden, les « idéologies sont un ensemble ou un conglomérat d'idées et de concepts qui ont une double fonction » :
- aider les hommes à s'y retrouver dans le système socio-politique ;
- favoriser certaines actions et en bloquer d'autres.

Selon lui, les idéologies ont une structure modulaire, avec un bloc central et des concepts périphériques. Ce qui fait qu'une idéologie est unique, c'est la façon dont elle hiérarchise les choses .
Par rapport à la pensée de Quentin Skinner, il insiste beaucoup plus sur les interactions entre les penseurs qui produisent les idées et les consommateurs d'idées.

## Œuvre
- The New Liberalism: An Ideology of Social Reform (Oxford, 1978)
- Liberalism Divided: A Study in British Political Thought 1914-1939 (Oxford, 1986)
- J.A. Hobson: A Reader (London, 1988)
- Minutes of the Rainbow Circle 1894-1924, edited and annotated (London, 1989)
- Reappraising J.A. Hobson: Humanism and Welfare (ed.) (London, 1990)
- Rights (Buckingham, 1991)
- Ideologies and Political Theory: A Conceptual Approach (Oxford, 1996)
- Reassessing Political Ideologies: The Durability of Dissent (ed.) (London, 2001)
- Ideology: A Very Short Introduction (Oxford, 2003)
- Liberal Languages: Ideological Imaginations and Twentieth Century Progressive Thought (Princeton, 2005)
- Taking Ideology Seriously: 21st Century Reconfigurations (coauteur avec G. Talshir et M. Humphrey) (London, 2006)